# 旭山動物園きっぷ
旭山動物園きっぷ（あさひやまどうぶつえん-）は、北海道旅客鉄道（JR北海道）が発売する特別企画乗車券である。
なお、本稿では旭山動物園アクセスきっぷについても述べる。

## 概説
特急列車の普通車自由席を往復利用でき、旭川駅から旭山動物園への往復バス券がセットになっている。入場券がセットになっているため、窓口での引き換えは不要である。
旭山動物園アクセスきっぷに入園料は含まれていないため、主に
- 入園無料となる中学生以下のこども
- 旭川市内特別料金適用者（例:旭川市内の高校に通う高校生）
- 年間パスポート所持者

が対象となる。

## 有効期間
有効期間は利用開始日より4日間である。発売期間は1ヶ月前から。ゴールデンウィークなどの利用制限はないが、旭山動物園が開園されない期間は発売されない。

## 価格
2014年4月1日改定
旭山動物園きっぷおとな用のみ
- 札幌発 6130円
- 新札幌発 6540円
- 新千歳空港発 8180円
- 滝川発 4580円

旭山動物園アクセスきっぷこども用は半額
- 札幌発 5410円
- 新札幌発 5820円
- 新千歳空港発 7470円
- 滝川発 3870円

## 備考
- 旭川駅～旭山動物園間の往復は旭川電気軌道バスに限定される。
- 新札幌・新千歳空港発のきっぷの場合は、札幌～新札幌・新千歳空港間は普通列車の普通車自由席の利用となる。
- 新千歳空港発は札幌駅に限り、途中下車することができる。
- 特急「旭山動物園号」などの特急列車普通車指定席、グリーン席を利用の場合は別途「＋指定券」「＋グリーン券」のオプション券を購入すると利用できる。